# CMC Magnetics
CMC Magnetics ist ein Hersteller von Speichermedien aus Taiwan. Nach eigenen Angaben ist er der größte taiwanische Speichermedienhersteller.
Von CMC werden unter anderem Disketten, CD-R, CD-RW, DVD-R, DVD-RW, DVD-RAM und Verpackungen hergestellt. CMC stellt auch für andere Unternehmen wie BestMedia/Platinum, Philips, Memorex, imation, TDK und Verbatim Speichermedien her und ist der Exklusiv-Lieferant für HP-Speichermedien für Nord- und Südamerika, Europa, den Nahen Osten, Afrika und Asien.
Am 17. Juni 2019 wurde bekannt, dass CMC Magnetics den bisherigen Partner Verbatim übernimmt.